# Las Estrellas Internacional
Las Estrellas Internacional es un canal de televisión por suscripción internacional de origen mexicano. El canal va dirigido a la emisión de programación generalista para el mercado de Latinoamérica y Europa.

## Historia
Al inicio de los años 1990, El Canal de las Estrellas tenía un canal hermano llamado Galavisión en Europa, cuyos logos y emblemas son idénticos. Esta señal distribuyó programas de Televisa, hasta que el 15 de octubre de 2005, el nombre fue cambiado por El Canal de las Estrellas Internacional. Con el cambio, el canal que antes emitía programas con retraso y películas mexicanas antiguas se actualizó en contenidos, trayendo novelas más recientes y noticieros en vivo.
Las Estrellas se distribuye como una señal de pago, producida por Televisa Networks, empresa encargada de distribuir el canal al nivel internacional con modificaciones respecto a Las Estrellas en México. A diferencia del canal mexicano, la señal internacional se limita a emitir programación mexicana y omite producciones ajenas a Televisa; además, noticieros. Algunos que no se emiten en el canal son 100 mexicanos dijeron, Hoy, Cuéntamelo ya, Teletón México y eventos deportivos como los Juegos Olímpicos o la Copa Mundial de Fútbol.
Las Estrellas también exhibió el programa de su canal hermano TDN, Fútbol de Primera a través de su señal internacional.
Para el 15 de mayo de 2023, se inaugura otra señal aparte para Centroamérica y el Caribe, esto se debe a ciertos factores, entre ellos, ajustes de programación a la zona horaria, y sobre todo, por cuestiones en las publicidades y anunciantes, esto para poder tener anunciantes exclusivos para la región, además ese mismo día, hubo un cambio en la programación, debido a que en la Señal Sudamérica, la barra nocturna de telenovelas estelares se comenzó a transmitir más temprano, entrando en los horarios de los programas Laura sin censura y La 3ra. en discordia, los cuales terminaron por ser relegados a la medianoche.